# Arqueação
A arqueação é a medida do volume interno de uma embarcação. A arqueação de cada navio compreende a arqueação bruta e a arqueação líquida. Atualmente, as medidas de arqueação internacionalmente em vigor consistem em valores adimensionais obtidos por fórmulas de cálculo onde entram os volumes expressos em metros cúbicos, o número de passageiros, o pontal e a imersão de cada navio. 
A antiga arqueação - segundo o Sistema Moorsom, que vigorou até 1994 - era medida em toneladas de arqueação (equivalentes a 100 pés cúbicos ou 2,83 metros cúbicos), sendo por isso também referida frequentemente como "tonelagem de arqueação" ou simplesmente "tonelagem". A utilização do termo "tonelagem" para designar a nova arqueação é tecnicamente incorreta.
Como é referida frequentemente como "tonelagem" (termo normalmente associado à tonelada de massa), a arqueação é muitas vezes confundida com uma medida de massa ou de peso. O termo refere-se contudo ao tonel, uma antiga unidade de medida de volume. Assim, tanto a arqueação antiga como a atual são exclusivamente medidas de volume. A massa e o peso dos navios são expressos pelo deslocamento e pelo porte.
As atuais medidas internacionais de arqueação foram estabelecidas pela Convenção Internacional sobre a Arqueação de Navios, 1969 (ICTM 1969, International Convention on Tonnage Measurement of Ships, 1969), no seio da Organização Marítima Internacional, aplicando-se a todas as embarcações excepto navios de guerra, navios de comprimento inferior a 24 metros e navios que naveguem exclusivamente em certos corpos de água sem acesso ao mar aberto. Entraram em vigor a 18 de julho de 1982 para os navios construídos a partir dessa data e a 18 de julho de 1994 para todos os restantes navios.
É com base na arqueação que os navios são primeiramente classificados, bem como é com base naquela que são definidas as taxas de porto, de pilotagem, de registro e outras.

## Sistema de arqueação ICTM 1969
A Convenção Internacional sobre a Arqueação de Navios, 1969 (ICTM 1969) foi adoptada no mesmo ano pela Organização Marítima Internacional (OMI), entrando em vigor a 18 de julho de 1982. A ICTM 1969 determinou que as antigas medidas da tonelagem de arqueação bruta (TAB) e tonelagem de arqueação líquida (TAL) fossem substituídas, respetivamente, pela arqueação bruta (AB) e pela arqueação líquida (AL). Foi a primeira tentativa com sucesso para introduzir um sistema universal de medição da arqueação.
Anteriormente, eram utilizados vários métodos para calcular a arqueação dos navios mercantes, mas diferiam significativamente entre si, fazendo-se sentir a necessidade de um sistema internacional uniforme. Um dos métodos mais utilizados era o do Sistema Moorson, desenvolvido na Inglaterra em 1849.
As regras para a determinação da arqueação passaram a aplicar-se a todos os navios construídos depois de 18 de julho de 1982. Aos navios construídos antes dessa data foi dado um período transitório de 12 anos para passarem do uso da TAB ao da AB e AL. Este período terminou a 18 de julho de 1994. O período de transição serviu para dar tempo os navios de se ajustarem economicamente, uma vez que a arqueação constitui a base para o cumprimento das regras de governo, manobra e segurança. A arqueação é também a base de cálculo dos emolumentos cobrados para registro e de cálculo das taxas portuárias. Um dos objetivos da ICTM 1969 era o de assegurar que as novas arqueações calculadas não diferiam substancialmente das tradicionais TAB e TAL.
Tanto a AB como a AL são obtidas pela medição do volume do navio, seguida da aplicação de uma fórmula matemática. A AB baseia-se no volume moldado de todos os espaços fechados do navio enquanto que a AL se baseia no volume moldado de todos os espaços para transporte de carga do navio. Além disso, existe a obrigação da AL de um navio não ser inferior a 30 % da sua AB.
As regras da ICTM 1969 não se aplicam a navios de guerra, a navios de comprimento inferior a 24 metros e a navios que naveguem exclusivamente nos Grandes Lagos da América do Norte, nas partes interiores do rio São Lourenço, no mar Cáspio e nas partes interiores dos rios da Prata, Uruguai e Paraná.
Os navios cujas arqueações brutas e líquidas tenham sido determinadas de acordo com as disposições da ICTM 1969 recebem um Certificado Internacional de Arqueação (1969), normalmente emitido pelos governos dos estados cujas bandeiras arvoram.

### Arqueação bruta
A arqueação bruta (AB ou GT, em inglês: gross tonnage) é a função do volume de todos os espaços interiores de um navio, medidos desde a quilha até à chaminé pelo exterior do cavername.
A AB consiste portanto numa espécie de índice de capacidade, usado para classificar um navio com os objetivos de determinar as suas regras de governo, de segurança e outras obrigações legais, sendo um valor adimensional, apesar da sua derivação estar ligada à capacidade volumétrica expressa em metros cúbicos
As medida da AB está regulada da ICTM 1969, que a define como "a função do volume moldado de todos os espaços fechados do navio". 
É calculada usando a seguinte fórmula matemática: {\displaystyle AB=K1\cdot V}, 

Sendo:

V = volume total em m³, 

K1 = um valor entre 0,22 e 0,32, dependente do tamanho do navio e calculado da seguinte forma: 
{\displaystyle K1=0,2+0,02\cdot \log _{10}V}.
Assim, para um navio com 10 000 m³ de volume interno total: {\displaystyle \textstyle AB=0,28\cdot 10000=2800\!}
O valor numérico da AB de um navio será sempre inferior ao seu valor na antiga TAB. Assim, como exemplos: 0,5919 AB = 1 TAB = 2,83 m³, 200 AB = 274 TAB = 775 m³, 500 AB = 665 TAB = 1883 m³ e 3000 AB = 3776 TAB = 10 692 m³.

### Arqueação líquida
A arqueação líquida (AL ou NT, em inglês net tonnage) é calculada com base no volume de todos os espaços do navio destinados ao transporte de carga ou de passageiros. Indica o espaço rentável de um navio e é uma função do volume moldado de todos os seus espaços de carga e passageiros.
A AL é calculada usando a seguinte fórmula matemática: {\displaystyle \textstyle AL=K2\cdot \ Vc\cdot \ ({\frac {4d}{3D}})^{2}+K3\cdot \ (N1+{\frac {N2}{10}})}, 

Sendo: 

Vc = volume total dos espaços para carga, expresso em metros cúbicos, 

D = pontal de construção a meio do navio, expresso em metros, 

d = imersão a meio do navio, expressa em metros, 

N1 = número de passageiros alojados em camarotes não tendo mais de oito beliches, 

N2 = número de passageiros não incluídos em N1, 

N1 + N2 = número total de passageiros que o navio está autorizado a transportar, considerando-se N1 e N2 iguais a zero se N1 + N2 < 13, 

K2 = um valor calculado pela seguinte fórmula: {\displaystyle K2=0,2+0,02\cdot \log _{10}Vc}, 

K3 = um valor calculado pela seguinte fórmula: {\displaystyle K3=1,25\cdot \ {\frac {AB+10000}{10000}}}.

É imperativo que sejam cumpridas as seguintes condicionantes: 
{\displaystyle K2\cdot \ Vc\cdot \left({\frac {4d}{3D}}\right)^{2}\geq 0,25\cdot \ AB} 

{\displaystyle \left({\frac {4d}{3D}}\right)^{2}\leq 1} 

## Sistema de arqueação Moorsom
Historicamente, a arqueação de um navio era medida em termos do número de toneis de vinho que podia transportar. O tonel, por sua vez, era uma unidade de volume, cujo valor concreto variava de região para região (por exemplo, o tonel o inglês era equivalente a 954 litros, o português a 840 litros e o francês de Paris a 133 litros). O termo "tonelagem" referia-se à taxa que um navio pagava por cada tonel transportado, bem como ao valor do seu peso.
Para uma medição uniforme da capacidade dos navios foram feitas várias tentativas de estabelecer um sistema universal. Em 1849, começou a ser usado na Grã-Bretanha o Sistema Moorsom, cujo uso acabou por se alargar à maioria dos países, tornando-se num sistema internacional. Segundo este sistema, a capacidade dos navios era medida numa unidade de volume equivalente a 100 pés cúbicos (2,83 metros cúbicos), designada "register ton" (tonelada de registro). Nos países de língua francesa esta unidade passou a ser designada "tonneau" (tonel) e nos de língua portuguesa "tonelada de arqueação".
Contudo, mesmo o sistema Moorsom não era usado uniformemente em todos os países. Por exemplo, o tonneu usado em França correspondia apenas a 1,44 m³. As formas de fazer a medição dos volumes também não eram uniformes. Assim, no âmbito da OMI, em 1969 foi adoptada a Convenção Internacional sobre a Arqueação dos Navios, que substituiu a arqueação medida em toneladas de arqueação por uma nova arqueação medida por um número adimensional. Oficialmente, a antiga tonelagem de arqueação foi totalmente abolida em 1994, mas ainda é amplamente usada no ramo das atividades náuticas.

### Tonelagem de arqueação bruta
A tonelagem de arqueação bruta (TAB ou GRT, em inglês gross register tonnage) representa o volume interior total de uma embarcação, expresso em toneladas de arqueação. A TAB também é referida como "tonelagem bruta" ou como "arqueação bruta", termo que pode causar confusão com a nova arqueação bruta estabelecida pela ICTM 1969. Por outro lado, a TAB é também ocasionalmente referida pelos termos "tonelagem bruta de registro" ou "arqueação bruta de registro" resultantes da tradução literal da designação em inglês "gross register tonnage".

### Tonelagem de arqueação líquida
A tonelagem de arqueação líquida (TAL ou NRT, em inglês net register tonnage) representa o volume de carga que um navio é capaz de transportar, medido em tonelagens de arqueação.  A TAL é também referida como "tonelagem líquida" e "arqueação líquida" que também não deve ser confundida com a arqueação líquida estabelecida segundo a ICTM 1969. Por vezes a TAL também também é referida pelas traduções literais do termo em inglês "net register tonnage" que são "tonelagem líquida de registro" ou "arqueação líquida de registro".
Para se obter a TAL devem ser medidos todos os espaços do navio destinados ao transporte de carga ou de passageiros. Resulta assim de retirar à TAB espaços como a casa das máquinas, os alojamentos da tripulação, a ponte de comando e outros. O critério exato de quais os espaços que devem ser retirados à TAB para se obter a TAL variam conforme o país ou o porto de registro.
Ao abrigo da ICTM 1969, a TAL foi totalmente substituída pela AL a partir de 1994.

## Outros sistemas de arqueação
Para além do sistema de arqueação estabelecido pela ICTM 1969 e do antigo Sistema Moorson, de amplo uso internacional, existem outros sistemas de uso mais limitado.
O Panama Canal/Universal Measurement System (PC/UMS) é um sistema baseado na arqueação líquida, modificada para uso no Canal do Panamá. Segundo este sistema utiliza-se uma fórmula matemática para se calcular o volume total de uma embarcação, sendo o resultado expresso em toneladas PC/UMS equivalentes a 100 pés cúbicos de capacidade.
A Suez Canal Net Tonnage (SNCT) é derivada, com algumas modificações, da TAL do Sistema Moorson, sendo usada no Canal do Suez. A SNCT foi estabelecida a 18 de dezembro de 1873 pela Comissão Internacional de Constantinopla. Ainda está em uso, corrigida pelas Regras de Navegação da Autoridade do Canal do Suez, sendo registrada no Certificado de Arqueação do Canal do Suez.
A Thames measurement tonnage é outro sistema volumétrico, geralmente usado para pequenas embarcações como iates. Utiliza uma fórmula baseada no comprimento e na boca da embarcação.